# 중화인민공화국의 축구 리그 시스템
중국 축구 리그 시스템은 1부 리그인 중국 슈퍼 리그(CSL)을 필두로 2부리그 갑급리그와 3부 리그에 해당하는 을급리그로 구성되어 있으며, 을급리그는 남부와 북부 2개의 지역으로 나누어 시즌을 치른다. 그리고 아마추어 리그인 중국 아마추어 리그가 4부에 해당한다. 

## 구조
| 단계 | 리그                                         | 리그                                         |
| ---- | -------------------------------------------- | -------------------------------------------- |
| 1    | 중국 슈퍼 리그 (CSL) 16개 클럽 ↓3개팀 강등   | 중국 슈퍼 리그 (CSL) 16개 클럽 ↓3개팀 강등   |
| 2    | 갑급리그 16개 클럽 ↑3개 팀 승격, ↓3개팀 강등 | 갑급리그 16개 클럽 ↑3개 팀 승격, ↓3개팀 강등 |
| 3    | 을급리그 - 북부 20개 클럽                    | 을급리그 - 남부 20개 클럽                    |
| 3    | ↑3개 팀 승격                                 |                                              |
| 4    | 중국 아마추어 리그 '                         | 중국 아마추어 리그 '                         |